# Zillertalbahn
| Moderner Wendezug am Bahnhof Jenbach |                                                 |                                            |                                            |
| |                                                 |                                            |                                            |
| Kursbuchstrecke (ÖBB): | 310                                             |                                            |                                            |
| Streckenlänge: | 31,7 km                                         |                                            |                                            |
| Spurweite: | 760 mm (Bosnische Spur)                         |                                            |                                            |
| Streckengeschwindigkeit: | 70 km/h                                         |                                            |                                            |
| Zweigleisigkeit: | Kaltenbach–Aschau Zell am Ziller–Ramsau-Hippach |                                            |                                            |
| |                                                 |                                            |                                            |
| \| \| 0,000 \| Jenbach (Übergang von Unterinntalbahn) \| 530 m \| \| \| 1,500 \| Inn \| Inn \| \| \| 1,965 \| Rotholz \| 529 m \| \| \| 3,470 \| Straß im Zillertal \| 525 m \| \| \| 6,440 \| Schlitters-Bruck am Ziller \| 535 m \| \| \| 6,956 \| Anschlussbahn Kolbitsch (Awanst) \| Anschlussbahn Kolbitsch (Awanst) \| \| \| 8,200 \| Gagering \| 530 m \| \| \| 10,247 \| Fügen-Hart im Zillertal \| 537 m \| \| \| 10,675 \| Anschlussbahn Binderholz GmbH (Awanst) \| Anschlussbahn Binderholz GmbH (Awanst) \| \| \| 11,693 \| Kapfing im Zillertal \| 542 m \| \| \| 12,528 \| Uderns im Zillertal \| 544 m \| \| \| 15,266 \| Ried im Zillertal \| 550 m \| \| \| 16,506 \| Kaltenbach-Stumm im Zillertal \| 554 m \| \| \| 19,000 \| Angererbach-Ahrnbach \| Angererbach-Ahrnbach \| \| \| 20,330 \| Aschau im Zillertal \| 564 m \| \| \| 22,400 \| Erlach im Zillertal \| 568 m \| \| \| 23,000 \| Zillerbrücke (50 m) \| Zillerbrücke (50 m) \| \| \| 24,400 \| Zell am Ziller \| 560 m \| \| \| 25,600 \| Laimach – Regionalmuseum Zillertal \| Laimach – Regionalmuseum Zillertal \| \| \| 27,605 \| Ramsau im Zillertal-Hippach \| 589 m \| \| \| 28,750 \| Bichl im Zillertal \| 609 m \| \| \| 28,900 \| Anschlussbahn AL-KO Technology (Awanst) \| Anschlussbahn AL-KO Technology (Awanst) \| \| \| 31,500 \| Anschlussbahn Tauernkraftwerke AG (Awanst) \| Anschlussbahn Tauernkraftwerke AG (Awanst) \| \| \| 31,700 \| Mayrhofen im Zillertal \| 627 m \| \| \| 32,450 \| Mayrhofen Markt-Penkenbahn (geplant) \| Mayrhofen Markt-Penkenbahn (geplant) \| \| \| 32,963 \| Mayrhofen Ahornbahn (geplant) \| Mayrhofen Ahornbahn (geplant) \| |                                                 |                                            |                                            |
| Kopfbahnhof Streckenanfang | 0,000                                           | Jenbach (Übergang von Unterinntalbahn)     | 530 m                                      |
| Brücke über Wasserlauf | 1,500                                           | Inn                                        | Inn                                        |
| Bahnhof | 1,965                                           | Rotholz                                    | 529 m                                      |
| Bahnhof | 3,470                                           | Straß im Zillertal                         | 525 m                                      |
| Bahnhof | 6,440                                           | Schlitters-Bruck am Ziller                 | 535 m                                      |
| Abzweig geradeaus und ehemals nach links | 6,956                                           | Anschlussbahn Kolbitsch (Awanst)           | Anschlussbahn Kolbitsch (Awanst)           |
| Haltepunkt / Haltestelle | 8,200                                           | Gagering                                   | 530 m                                      |
| Bahnhof | 10,247                                          | Fügen-Hart im Zillertal                    | 537 m                                      |
| Abzweig geradeaus und nach links | 10,675                                          | Anschlussbahn Binderholz GmbH (Awanst)     | Anschlussbahn Binderholz GmbH (Awanst)     |
| Haltepunkt / Haltestelle | 11,693                                          | Kapfing im Zillertal                       | 542 m                                      |
| Bahnhof | 12,528                                          | Uderns im Zillertal                        | 544 m                                      |
| Haltepunkt / Haltestelle | 15,266                                          | Ried im Zillertal                          | 550 m                                      |
| Bahnhof | 16,506                                          | Kaltenbach-Stumm im Zillertal              | 554 m                                      |
| Haltepunkt / Haltestelle | 19,000                                          | Angererbach-Ahrnbach                       | Angererbach-Ahrnbach                       |
| Bahnhof | 20,330                                          | Aschau im Zillertal                        | 564 m                                      |
| Haltepunkt / Haltestelle | 22,400                                          | Erlach im Zillertal                        | 568 m                                      |
| Brücke über Wasserlauf | 23,000                                          | Zillerbrücke (50 m)                        | Zillerbrücke (50 m)                        |
| Bahnhof | 24,400                                          | Zell am Ziller                             | 560 m                                      |
| Haltepunkt / Haltestelle | 25,600                                          | Laimach – Regionalmuseum Zillertal         | Laimach – Regionalmuseum Zillertal         |
| Bahnhof | 27,605                                          | Ramsau im Zillertal-Hippach                | 589 m                                      |
| Haltepunkt / Haltestelle | 28,750                                          | Bichl im Zillertal                         | 609 m                                      |
| Abzweig geradeaus und ehemals nach links | 28,900                                          | Anschlussbahn AL-KO Technology (Awanst)    | Anschlussbahn AL-KO Technology (Awanst)    |
| Abzweig geradeaus und ehemals nach rechts | 31,500                                          | Anschlussbahn Tauernkraftwerke AG (Awanst) | Anschlussbahn Tauernkraftwerke AG (Awanst) |
| Kopfbahnhof Strecke ab hier außer Betrieb | 31,700                                          | Mayrhofen im Zillertal                     | 627 m                                      |
| Haltepunkt / Haltestelle (Strecke außer Betrieb) | 32,450                                          | Mayrhofen Markt-Penkenbahn (geplant)       | Mayrhofen Markt-Penkenbahn (geplant)       |
| Kopfbahnhof Streckenende (Strecke außer Betrieb) | 32,963                                          | Mayrhofen Ahornbahn (geplant)              | Mayrhofen Ahornbahn (geplant)              |

Koordinaten: 47° 13′ 52,9″ N, 11° 52′ 52,9″ O
Die Zillertalbahn ist eine Schmalspurbahn der Bosnischen Spurweite von 760 mm und führt durch das Zillertal in Tirol von Jenbach nach Mayrhofen. Eigentümer und Betreiber der Strecke ist die Zillertaler Verkehrsbetriebe AG – vormals Zillertalbahn AG – mit Sitz in Jenbach. Am Unternehmen sind vorrangig die Anliegergemeinden der Strecke beteiligt. Neben der Bahn betreibt die Gesellschaft auch einige Omnibuslinien in der Region.

## Geschichte

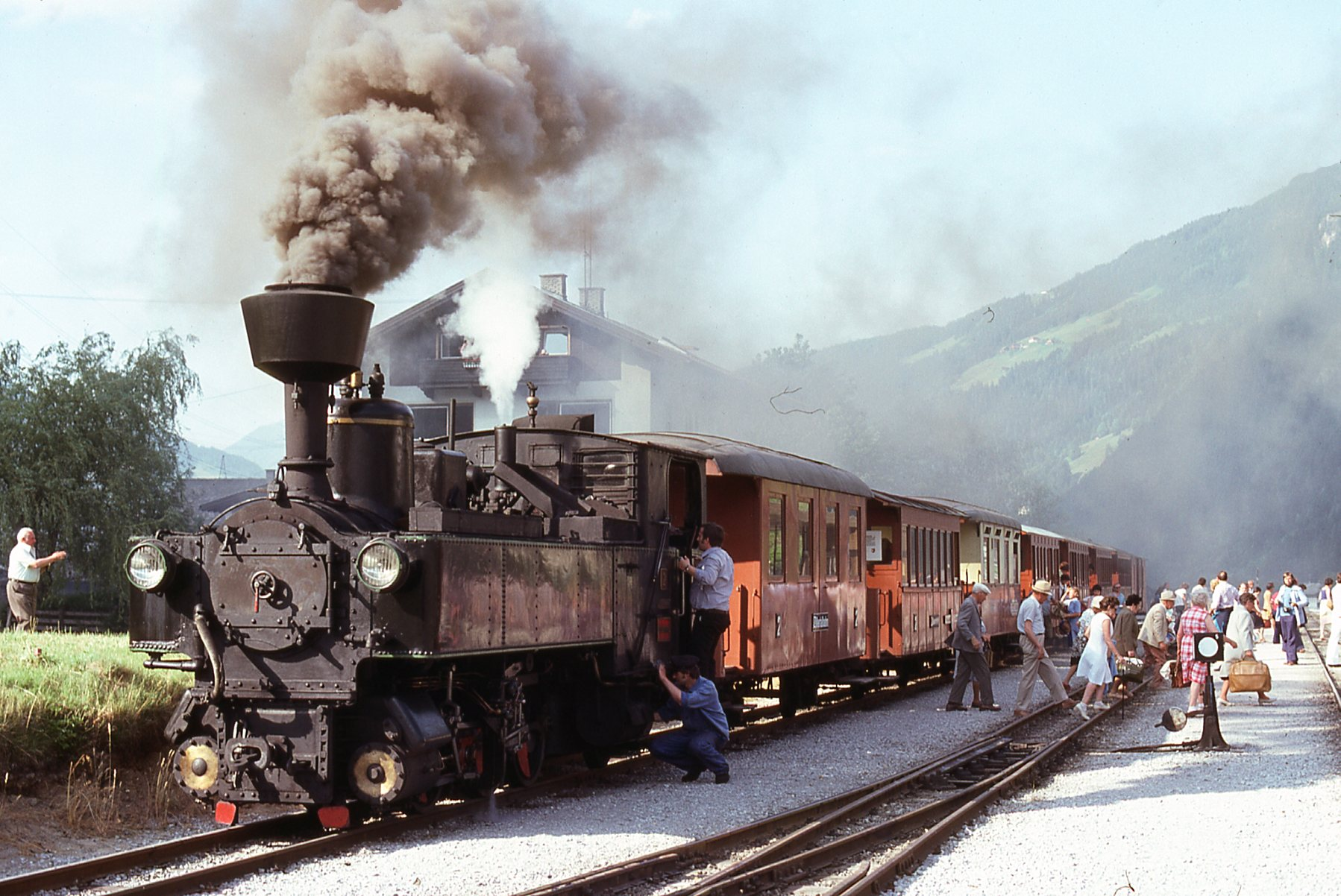
Lok 2 (Reihe U) mit Touristenzug in den 1970ern

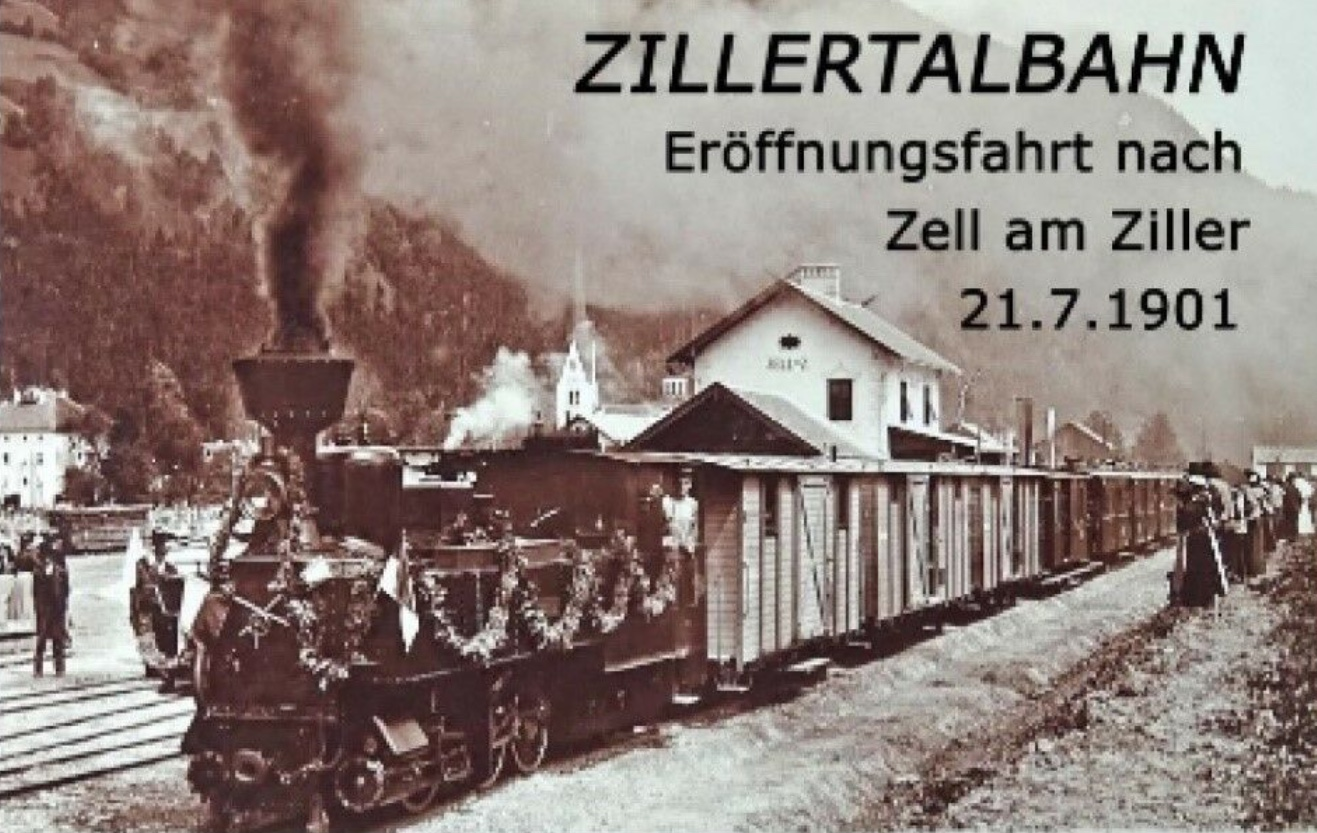
Zillertalbahn Eröffnungszug 21. Juli 1901 Jenbach–Zell/Ziller

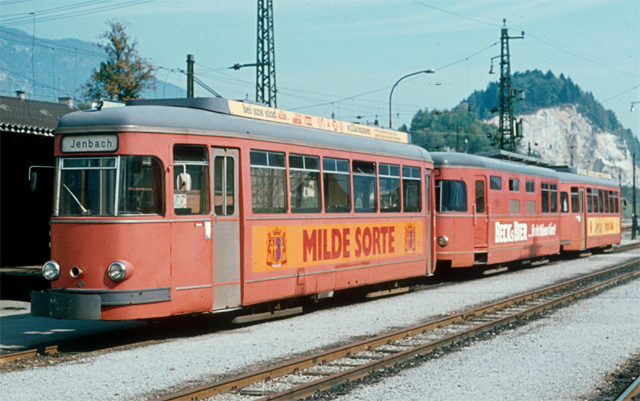
Triebzug VT 1 in Jenbach, mit Tabak- und Alkoholwerbung (1980)

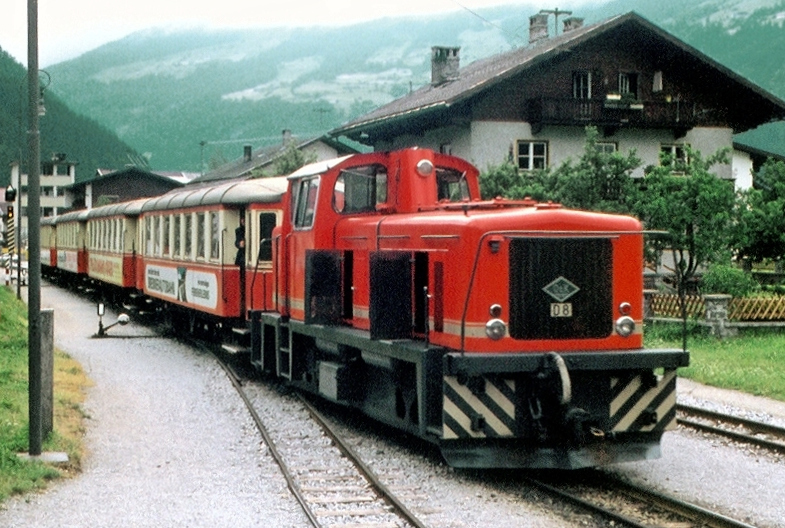
Diesellokomotive D8 mit Personenzug in Zell am Ziller (1979)

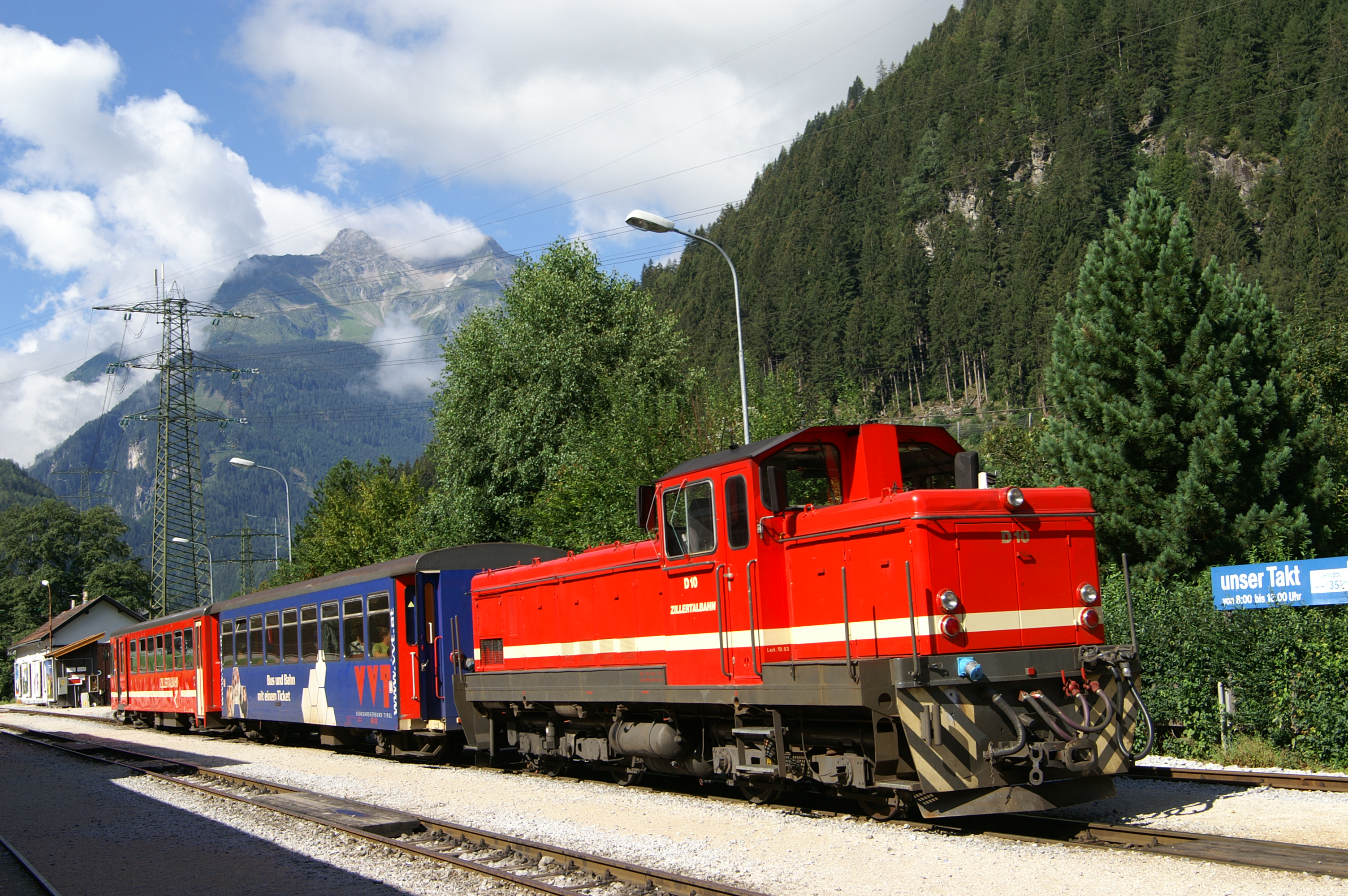
Diesellokomotive D10 mit Personenzug in Mayrhofen (2007)

### Vorgeschichte
Seit Ende der 1860er Jahre wurde aufgrund der schlechten Verkehrsverhältnisse im Zillertal immer wieder vereinzelt in der Presse gefordert, eine Eisenbahnstrecke zu bauen. Die vorhandene Straße war schlecht befahrbar, sie verlief beispielsweise durch Sümpfe. Auch mussten Reisende nach Mayrhofen eine Übernachtung in Zell am Ziller einplanen. Doch erst 1892 wurden sich die Gemeindevorsteher einig und gründeten ein sogenanntes Bahnkomitee, welches dann drei Jahre später den Bahnbau endgültig beschloss. Mehrere Projekte wurden in Erwägung gezogen, von Brixlegg aus entlang des rechten Ziller-Ufers, die heutige Linienführung und eine Verbindung zur Pinzgauer Lokalbahn über den Gerlos. Auch die Frage, ob die Normalspur oder die kleinere Bosnische Spurweite (760 mm) verwendet werden sollte, wurde erwogen. Kostengründe und militärische Erwägungen ergaben aber den Ausschlag zugunsten der Schmalspurvariante.
Als Unternehmensform wählte man die Aktiengesellschaft zur Beschaffung des Grundkapitals. Im Juli 1898 wurde schließlich das erforderliche Stammkapital in Höhe von 150.000 Gulden oder 300.000 Kronen, heute etwa 1,2 Mio. Euro, erreicht. Um die nötige staatliche Konzession zu erhalten, bestimmte man einen Landtagsabgeordneten, einen Hotelier, sowie einen Arzt, alles angesehene Bürger, als Bewerber. Erteilt wurde die Konzession am 2. Dezember 1899 durch den k.k. Eisenbahnminister Heinrich von Wittek, am 16. Dezember 1899 wurde die Zillerthalbahn Actiengesellschaft gegründet.

### Bau und Inbetriebnahme
Baubeginn war im Jahr 1900. Die Strecke wurde in vier Etappen in Betrieb genommen. Das letzte Teilstück von Zell am Ziller nach Mayrhofen, dessen Errichtung sich aus finanziellen Gründen verzögerte, wurde am 31. Juli 1902 eröffnet.

### Entwicklung bis zum Jahr 2000
Eine bessere finanzielle Unterlage erhielt die Bahn von 1927 bis 1976 durch das Magnesit-Bergwerk in Vorderlanersbach. Bereits in den 1920er Jahren wurde der erste Triebwagen mit Verbrennungsmotor beschafft. Mitte der 1960er-Jahre sollte die Zillertalbahn allerdings zugunsten des Ausbaus der Zillertalstraße eingestellt werden. Für den Bau des Speicherkraftwerks in Mayrhofen (Bauzeit 1965 bis 1971), konnte die Bahn als Transportmittel für Baumaterial (325.000 Tonnen Zement) und Gerät ihren Weiterbestand sichern. Für diese Transportaufgabe wurden Rollwagen und zwei weitere Dieselloks für die Güterzüge angeschafft. Außerdem wurde die Strecke in Mayrhofen während der Bauzeit des Kraftwerks um ein Anschlussgleis zur Kraftwerksbaustelle verlängert. Seit 1980 wurden Gleise und Fahrzeuge grundlegend erneuert.

### Entwicklung seit dem Jahr 2000
Seit 2003 ist die neue, verstärkte Innbrücke bei Rotholz in Betrieb. Im Jahr 2007 begann der teilweise zweigleisige Ausbau der Zillertalbahn. Mit dem Fahrplanwechsel im Dezember 2008 wurden einige zweispurige Streckenabschnitte in Betrieb genommen, und zwar zwischen Kaltenbach und Aschau sowie zwischen Zell am Ziller und Ramsau-Hippach. Die Züge verkehren tagsüber durchgehend etwa im 30-Minuten-Takt. Mit dem Fahrplanwechsel im Dezember 2010 wurde ein alternierender Takt eingeführt, bei dem sich bei jeder zweiten Fahrt die Reisezeit um bis zu neun Minuten verkürzte. In Rotholz wurde nun nur noch bei jeder zweiten Fahrt gekreuzt. Seit Dezember 2021 entfallen die Taktkreuzungen in Rotholz, die Züge kreuzen nun in Jenbach bei einer überschlagenen Wende.
Seit dem 1. August 2011 wird die Haltestelle Laimach-Regionalmuseum bedient.

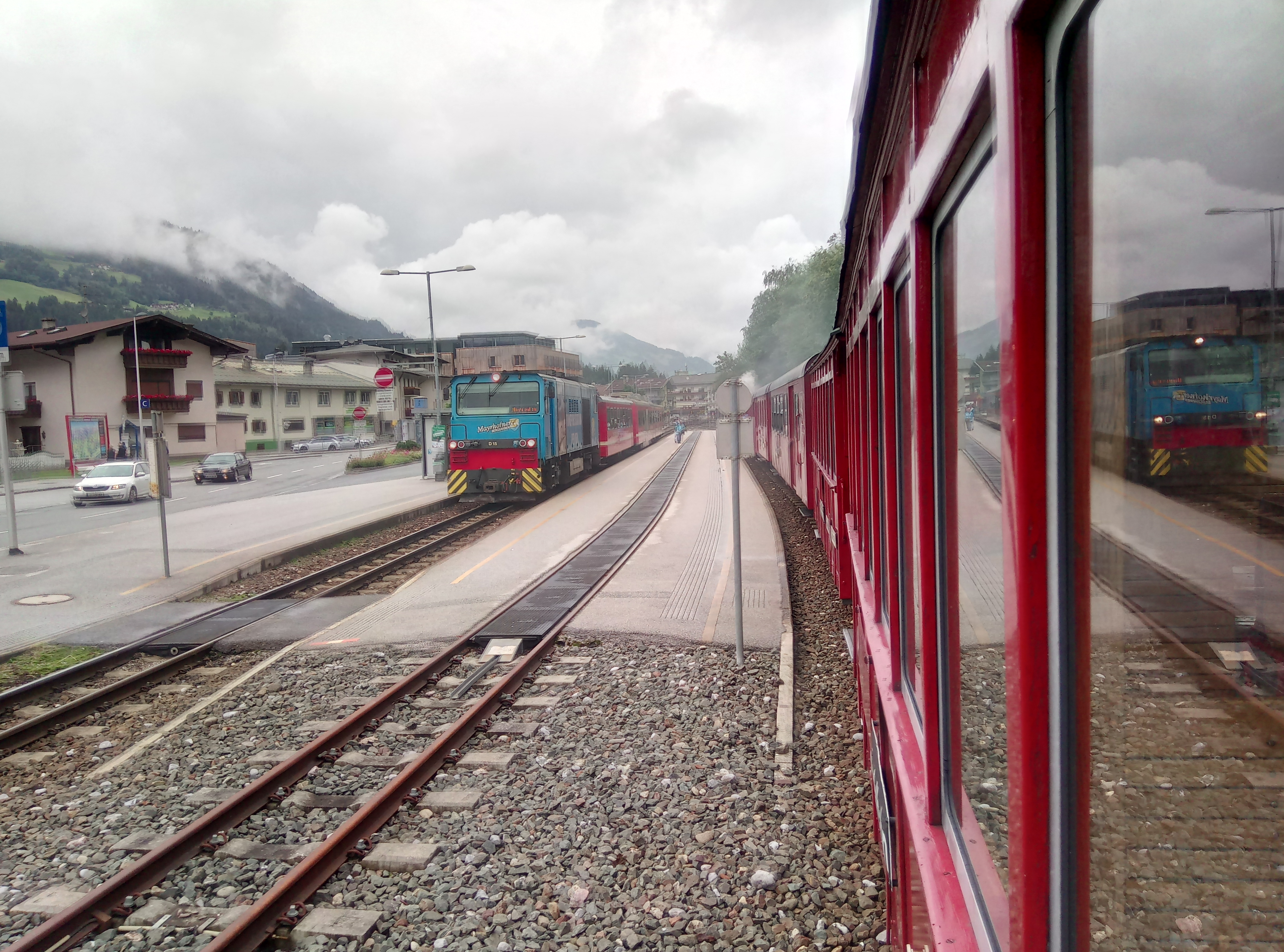
Bahnhof Kaltenbach-Stumm (2020)

Im Jahr 2014 wurde der Bahnhof Kaltenbach-Stumm umgestaltet. Seitdem weist der Bahnhof die Besonderheit auf, dass zwischen dem Bahnhofsgebäude und den Gleisen die Landesstraße durchführt. Die Passagiere müssen diese über einen Zebrastreifen queren, um auf den Bahnsteig zu gelangen. Eine weitere Besonderheit ist, dass im Bahnhof Kaltenbach zwischen den beiden Hauptgleisen ein drittes Gleis auf dem Mittelbahnsteig geführt wird. Für den täglichen Betrieb reichen die beiden Gleise neben dem Mittelbahnsteig grundsätzlich aus, lediglich für Sonderzüge oder im Falle größerer Verspätungen des Dampfzuges wird es sehr selten genutzt. Planmäßig finden die Kreuzungen während der Fahrt auf dem zweigleisigen Abschnitt bis Aschau statt.

### Ausbauplanungen
In den Jahren 2011 bis 2013 gab es Überlegungen, die Zillertalbahn entlang des Zillers bis zur Talstation der Ahornbahn unter Anbindung der Penkenbahn zu verlängern. Die Trassierung und Finanzierung blieb jedoch unklar, so dass dieses Projekt bisher nicht realisiert wurde.
Im Jahr 2019 wird die Neutrassierung der Strecke zur Anbindung der Karspitzbahn (Zillertal Arena) geplant. Ab dem Aschauer Bahnhof soll auf 3,6 km eine neue Gleisstrecke am Ziller entlang zum neuen Bahnhof Rohrberg an der Karspitzbahn und weiter zur Bestandsstrecke hinter der denkmalgeschützten Eisenbahnbrücke in Zell entstehen. Auf der neuen Bahntrasse, die auch eine Ausweiche beinhaltet, soll die Höchstgeschwindigkeit 80 km/h betragen. Dafür soll die Bahn im Zeller Ortszentrum auf rund einem Kilometer ähnlich wie die Stubaitalbahn in Innsbruck als Straßenbahn mit 20 km/h statt bisher 40 km/h verkehren.

### Projekt Elektrifizierung
Am 1. Dezember 2015 wurde von der Landesregierung ein Modernisierungskonzept Zukunft Zillertalbahn 2020+ mit der Elektrifizierung der Bahn beschlossen, um die Fahrtzeit im Regelbetrieb von 55 auf 45 Minuten zu reduzieren. Gegen den Bau der Oberleitung gab es jedoch Widerstand aus touristischen Kreisen. Gleichzeitig gab es Überlegungen, die Elektrizität im Zug mittels Brennstoffzellen aus Wasserstoff zu erzeugen. Offiziell wäre dafür vergleichsweise kostengünstiger Nachtstrom aus den Zillertaler Wasserkraftwerken zur Produktion des Wasserstoffs verwendet worden, was aber weder energetisch noch wirtschaftlich Sinn ergibt. Noch dazu liefern die dortigen Speicherkraftwerke ganz überwiegend teuren Spitzenstrom und keine Grundlastabdeckung. Trotzdem beschloss der Aufsichtsrat der Zillertaler Verkehrsbetriebe am 15. Dezember 2017, die Bahn auf Wasserstoffbetrieb umzustellen. Akkumulatoren werden dabei als Puffer zur Speicherung der beim Bremsen anfallenden Energie sowie zur Erhöhung der Beschleunigungsleistung verwendet.
Im Februar 2018 wurde die Entscheidung bekanntgegeben, dass die Triebfahrzeuge von Diesel- auf Wasserstoffantrieb umgestellt werden sollen. Am 6. März 2018 wurde die Entwicklung und Lieferung von fünf mit einer Option auf drei weitere Wasserstoff-Triebzüge europaweit ausgeschrieben und im Mai 2018 Stadler Rail der Zuschlag erteilt – eine Bestellung seitens des finanzierenden Verkehrsverbunds Tirol erfolgte allerdings nicht.
Im Jahr 2020 sollte dann die erste Garnitur als weltweit erster Schmalspur-Wasserstoffzug im Probebetrieb fahren. Zusammen mit den weiteren vier Triebzügen sollte anschließend ab Fahrplanjahr 2023 der Bahnbetrieb mit Wasserstoff aufgenommen werden. Die 80 km/h schnellen Garnituren sollten die angestrebte Fahrzeitverkürzung auf 45 Minuten, bzw. bei den vorgesehenen beschleunigten Pendler- und Schülerzügen auf 36 Minuten, mit sich bringen. Als Projektname oder Marke wurde H2Zillertal entworfen. Der benötigte Wasserstoff sollte von der Verbund AG durch Elektrolyse mit Strom aus den Wasserkraftwerken im Zillertal hergestellt werden. Die Kosten für diese Infrastruktur wurden auf 15 Millionen Euro geschätzt.
Der Entscheid zur Ausstattung der Züge mit Wasserstoffantrieb führte allerdings zu Kontroversen. Auch die Meinungen der Ingenieure des Fahrzeuglieferanten Stadler waren und sind gespalten: Die einen favorisieren den Wasserstoffantrieb, die anderen Akkumulatoren. Rein wirtschaftlich wäre der Betrieb mit Oberleitung mittel- bis langfristig am günstigsten.
Aufgrund der COVID-19-Pandemie verzögerte sich die Realisierung des Projektes. Die Tourismusverbände stimmten über die Erhöhung der Ortstaxe und damit die teilweise Finanzierung des Projekts ab. Im Oktober 2020 votierte der Tourismusverband Mayrhofen-Hippach einstimmig gegen die Erhöhung; der weitere Zeitplan des Projektes wurde damit ungewiss. In weiterer Folge stellten die Zillertaler Verkehrsbetriebe vorerst alle weiteren Planungsarbeiten für den neuen Bahnhof Mayrhofen mit Wasserstoffanlage ein.
Im Oktober 2022 wurde erneut eine Diskussion über die Art der Elektrifizierung (Oberleitung oder Wasserstoff) zwischen Zillertalbahn-Aufsichtsratsvorsitzendem Franz Hörl und dem Land Tirol ausgetragen. Zur Untermauerung ihrer Präferenz für Wasserstoff legte die Zillertalbahn im Mai 2023 einen Kostenvergleich vor; dieser sieht für den Wasserstoff-Antrieb Kosten von 130 Mio. Euro vor, während die Oberleitungsvariante 155 Mio. Euro kosten sollte. Eine von der Tiroler Landesregierung in Auftrag gegebene Studie an eine deutsche Beratungsfirma ergab hingegen, dass der Betrieb der Bahn mit Wasserstoff statt mit Strom aus einer Oberleitung jährlich bis zu sechs Millionen Euro mehr koste. Trotzdem beschloss im Juni 2023 die Tiroler Landesregierung eine Umrüstung der dieselbetriebenen Reisezüge auf Wasserstoffantrieb und strebte eine Inbetriebnahme der Wasserstoffzüge ab Dezember 2027 an.
2023 nahm die Debatte über die sinnvollste Antriebstechnik wieder Fahrt auf, nachdem der wichtigste Befürworter der Wasserstoffvariante, der Technikvorstand der Zillertalbahn, wegen einer gefälschten Doktorarbeit zurücktreten musste. So hatte er, nachdem er bereits 2019 unrechtmäßig einen Doktortitel führte, 2023 eine neue Arbeit eingereicht, bei der er eine in Aachen verfasste Dissertation eines anderen Doktoranden komplett vom Inhalts- bis zum Literaturverzeichnis ins Englische übersetzt und zudem deutsche Städte durch österreichische ersetzt hatte. Auch die Zillertalbahn als künftige „Wasserstoffbahn“ war Teil dieser gefälschten Doktorarbeit.
Der Schweizer Hersteller Stadler Rail hält einen Brennstoffzellenzug nur für wesentlich längere Strecken zweckmäßig. Im Fall der Zillertalbahn ist daher ein Batteriezug sowohl in der Anschaffung als auch im Betrieb kostengünstiger. Aus energetischer Sicht wäre ein direkter Elektroantrieb der effizienteste.
Aufgrund der Vorkommnisse im Jahr 2023 und vermehrter Proteste aus der Bevölkerung entschied die Tiroler Landesregierung im Frühherbst 2023, ein neues Gutachten erstellen zu lassen.
Am 2. April 2024 veröffentlichte die Tiroler Landesregierung unter Mattle eine Studie der TU Wien über die Dekarbonisierung der Zillertalbahn. Die höchst umstrittene Umstellung auf Wasserstoffzüge wurde nun aufgegeben und unter der nicht gerade „technologieoffenen“ Prämisse, möglichst wenig Oberleitung zu errichten, wäre ein Betrieb mit Akkumulatortriebwagen bzw. eine Hybrid-Variante Akku/Oberleitung die zu bevorzugende Variante. Eine vollständige Elektrifizierung wird weiterhin kategorisch abgelehnt, obwohl dies laut mehrerer Gutachten langfristig die günstigste Variante darstellt. Neben der vorgeschobenen Behauptung der „Störung des Landschaftsbildes“ werden neuerdings angeblich problematische Grundeigentumsverhältnisse und die etwas höheren Anfangs-Investitionskosten als Grund dafür angegeben. Weiters wurde behauptet, das äußerst optimistisch gerechnete Wasserstoffkonzept wäre im Jahr 2018 die richtige Entscheidung gewesen, sei inzwischen allerdings von der Akku-Technologie überholt worden.
Am 27. Juni 2025 nahm die Schienenfahrzeugbeschaffung Tirol GmbH gemeinsam mit der Schiene Salzburg und der Steiermarkbahn an einer Markterkundung über Schmalspurschienenfahrzeuge für die Murtalbahn, Pinzgauer Lokalbahn und Zillertalbahn teil. Für die Zillertalbahn ist die Beschaffung von sechs vierteiligen Akku-/Elektrotriebwagen mit einer betrieblichen Höchstgeschwindigkeit von 80 km/h projektiert, wobei alle Achsen beider Endwagen angetrieben sein sollen. Jede Garnitur soll mindestens 204 Sitzplätze, 296 Stehplätze, 2 Rollstuhlplätze, 18 Fahrradstellplätze und eine Universaltoilette anbieten. Die Achslast darf 12,5 t nicht überschreiten, als Stromsystem ist Wechselstrom 15 kV / 50 Hz projektiert, wobei die Elektrifizierung einer Teilstrecke vorgesehen ist.

### Unfälle
Am 27. September 2017 um 10:32 Uhr kam es bei Schlitters an einer Weiche zu einer Entgleisung eines Personenzugs, bei dem ein Triebwagen umkippte und das Gleis beschädigt wurde. Von 31 Fahrgästen wurden vier leicht verletzt. Der Fahrbetrieb konnte über das zweite Gleis rasch wieder aufgenommen werden.
An der Strecke liegen sehr viele Eisenbahnkreuzungen. An diesen kommt es häufig zu Kollisionen mit Fahrzeugen des motorisierten Individualverkehrs.

## Eigentumsverhältnisse
An der Zillertaler Verkehrsbetriebe AG gehören 60,8 % diversen Tiroler Gemeinden, 4,9 % der Republik Österreich (dem Verkehrsministerium unterstellt), der Rest ist Streubesitz.

## Verkehr

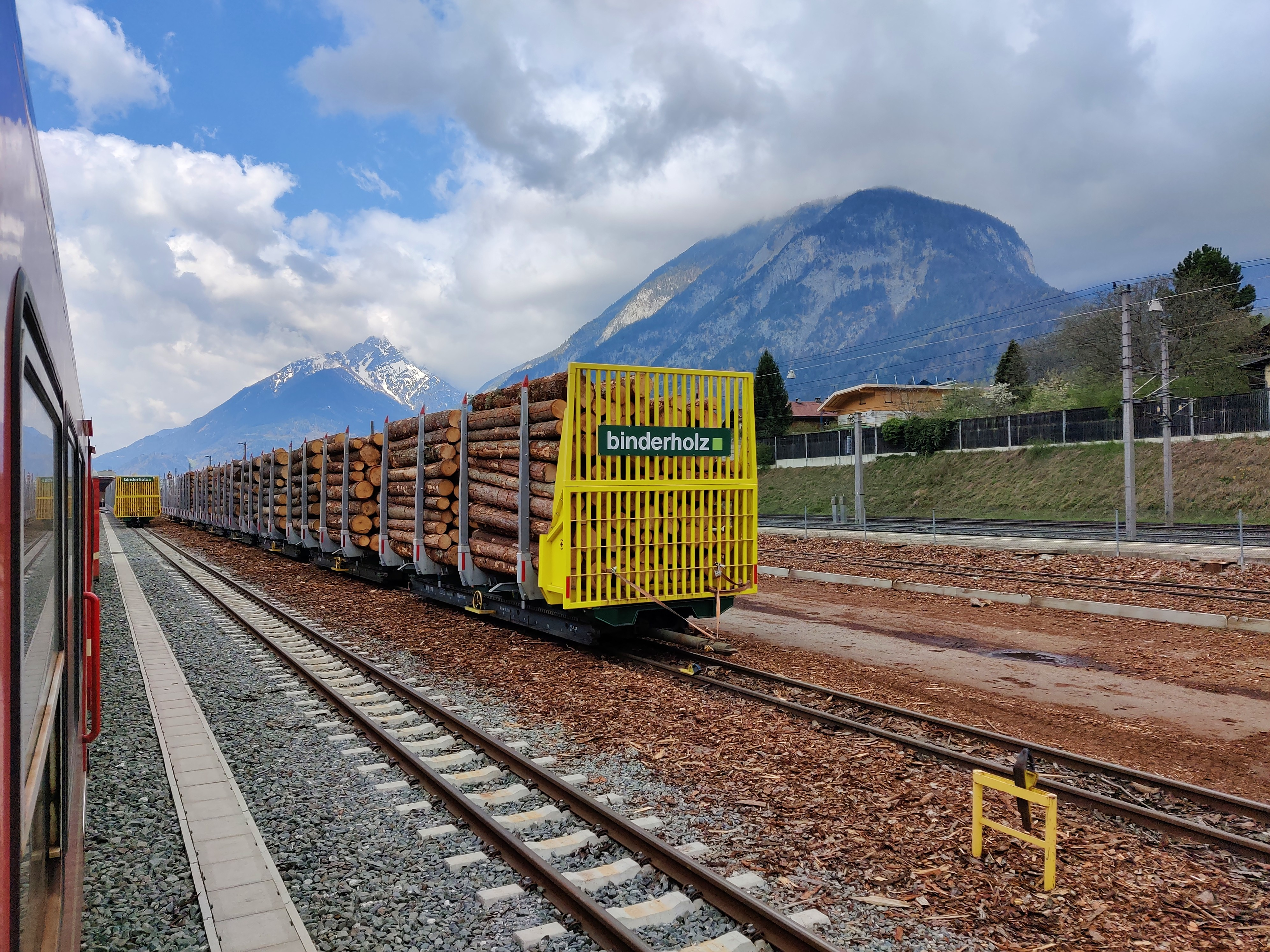
Verladeterminal der Zillertalbahn im Bahnhof Jenbach; gelb: Ladegutanschlag, vorne (2022)

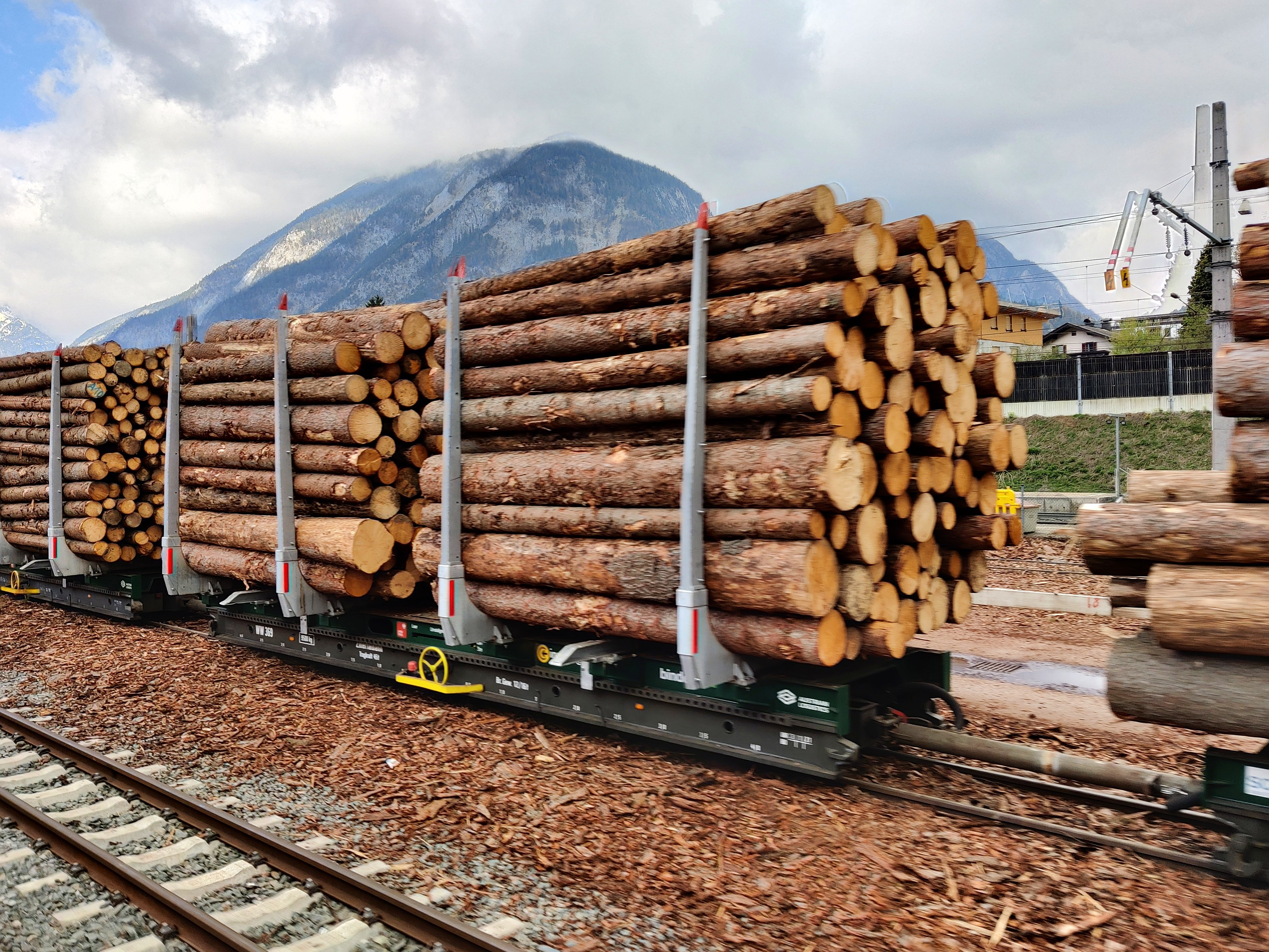
Rungenwagen, verbunden mit Kuppelstange (2022)

Die Strecke dient heute vor allem dem Nahverkehr, dem touristischen Verkehr und dem Güterverkehr (Holztransport) vom und zum holzverarbeitenden Betrieb Binderholz in Fügen im Zillertal. Der Gütertransport mit auf Rollwagen verladenen Normalspurgüterwagen zum letzten verbliebenen Güterverkehrskunden wurde im Februar 2013 von Binderholz gekündigt und auf den Transport per LKW umgestellt.
Um den äußerst hohen LKW-Verkehr auf der Zillertalstraße etwas zu reduzieren, wurde 2021 in Jenbach für den Umschlag von Rundholz ein neues Verladeterminal errichtet, um nicht mehr auf den personalintensiven Rollwagenbetrieb angewiesen zu sein. Auf ehemaligen Rollwagen wurden dazu von der Firma Innofreight massive Rungenadapter aufgebaut (Markenname „GigaWood“) und das Rundholz wird mittels eines entsprechend ausgestatteten Baggers umgeladen. Bis zu sieben werktägliche Güterzüge mit meist acht Güterwagen fuhren seitdem wieder das Sägewerk in Fügen an, üblicherweise waren es zwei bis vier.
Mangels genügend eigener Lokomotiven kommt für diese Züge hauptsächlich die gemietete VL 23 der Steiermarkbahn zum Einsatz, als Notreserve dient die ebenfalls angemietete Vs 73 der Pinzgauer Lokalbahn. Ab April 2023 brach der Rundholzverkehr aber erneut stark ein, so dass zeitweise nur ein Güterzug pro Woche verkehrte. Nach Bedarf verkehrt zudem ein Güterzug für die Abfuhr von Holzprodukten (Schnittholz und Holzpellets), dafür kommen etwas optimierte Rollwagen und darauf verladene Normalspurwagen zum Einsatz.

### Anschlussbahnhof Jenbach

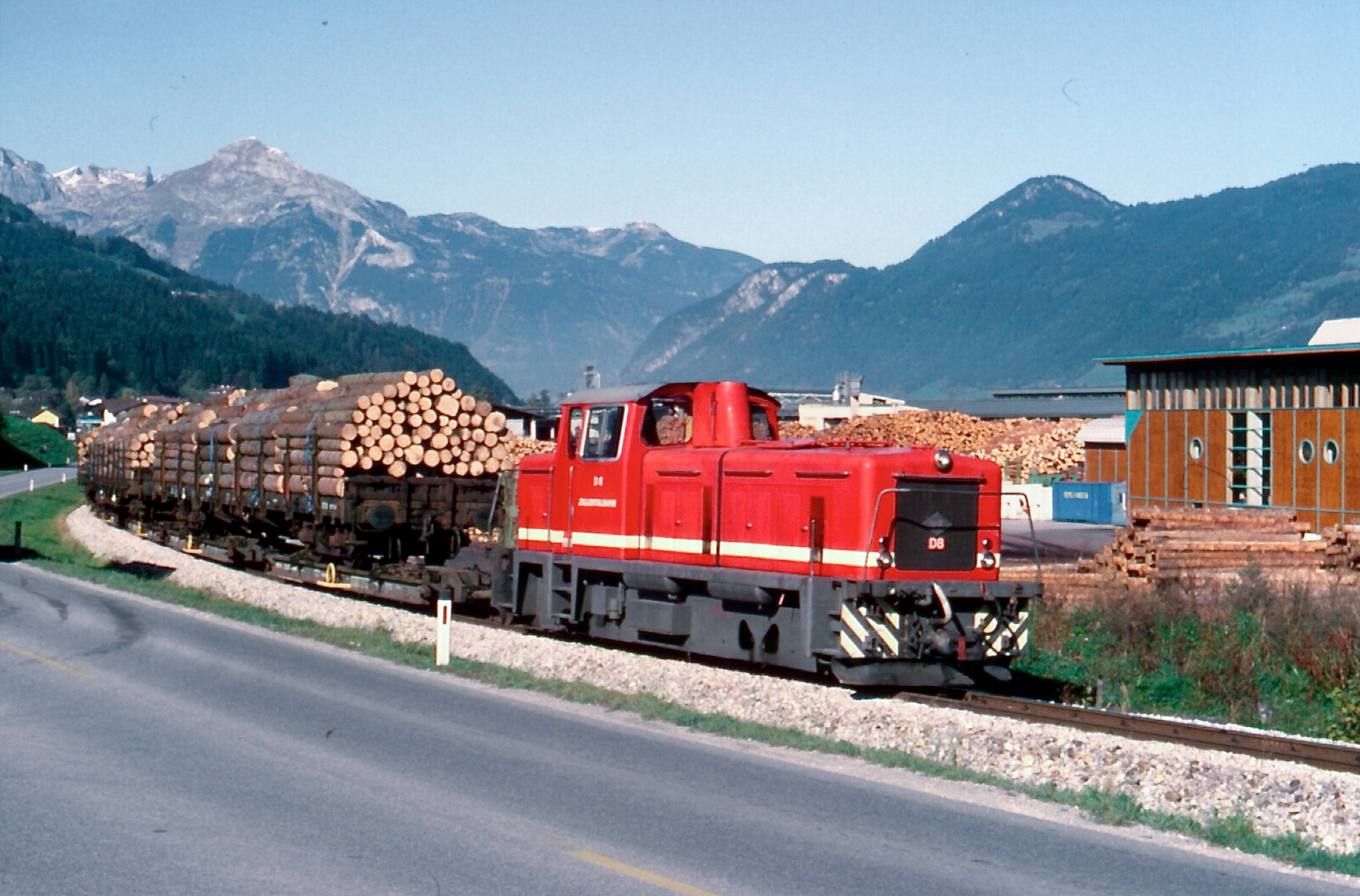
Ehemaliger Güterverkehr mit Rollwagen in Fügen (1993)

Im Bahnhof Jenbach trifft die Zillertalbahn auf die Unterinntalbahn, welche als Normalspurbahn von Kufstein nach Innsbruck führt. Ebenfalls in Jenbach hat sie auch Anschluss an die Achenseebahn, eine meterspurige Zahnradbahn. Somit treffen in Jenbach als mittlerweile einzigem Ort in Österreich drei verschiedene Spurweiten aufeinander, bis 2009 war dies auch noch am Bahnhof Linz Urfahr der Fall.

### Fahrzeuge
Dampflokomotiven
Zur Betriebsaufnahme besaß die Gesellschaft zwei Dampflokomotiven der Reihe U, 10 Personenwagen und 22 Güterwagen. Danach beschaffte man als Lokomotive 3 ein Exemplar der Reihe Uv.
Die Lokomotive 4 blieb ein Einzelstück, als Lok 5 wurde ein Exemplar der Reihe Uh bestellt.
1958 konnte man von der stillgelegten Salzkammergut-Lokalbahn deren Lokomotive 22 ankaufen, sie wurde als 4II vor allem für die schweren Güterzüge zum Kraftwerksbau verwendet. 1974 wurde sie an die EUROVAPOR verkauft.
Für touristische Zwecke wurde 1972 die Lokomotive 6 der Böhlerwerke in der Steiermark erworben und verkehrte über Jahrzehnte als Hobbylok von Mayrhofen aus, das Angebot wurde aber 2016 aufgelassen.
Anfang der 1990er Jahre mussten die im Sommer täglich geführten Dampfzüge aufgrund der hohen Nachfrage recht häufig mit zwei Dampflokomotiven bespannt werden. Als Abhilfe konnte man mit dem Club 760 einen Leihvertrag über die ehemalige JŽ 83-076 abschließen, die Lokomotive wurde anschließend in der Werkstätte Meiningen betriebsfähig gemacht und ging 1994 als 4III in Betrieb.
Lok 2 Zillertal war ab 2011 an die Feistritztalbahn verliehen und kam 2013 zur Pinzgauer Lokalbahn. Sie wurde dort aber nie eingesetzt und kehrte 2019 ins Zillertal zurück. Nach einer Aufarbeitung wurde sie längerfristig an die Welshpool & Llanfair Light Railway verliehen.
2024 stehen immer noch die Lokomotiven 3, 4III und 5 für die Dampfzüge zur Verfügung.
Dieselfahrzeuge

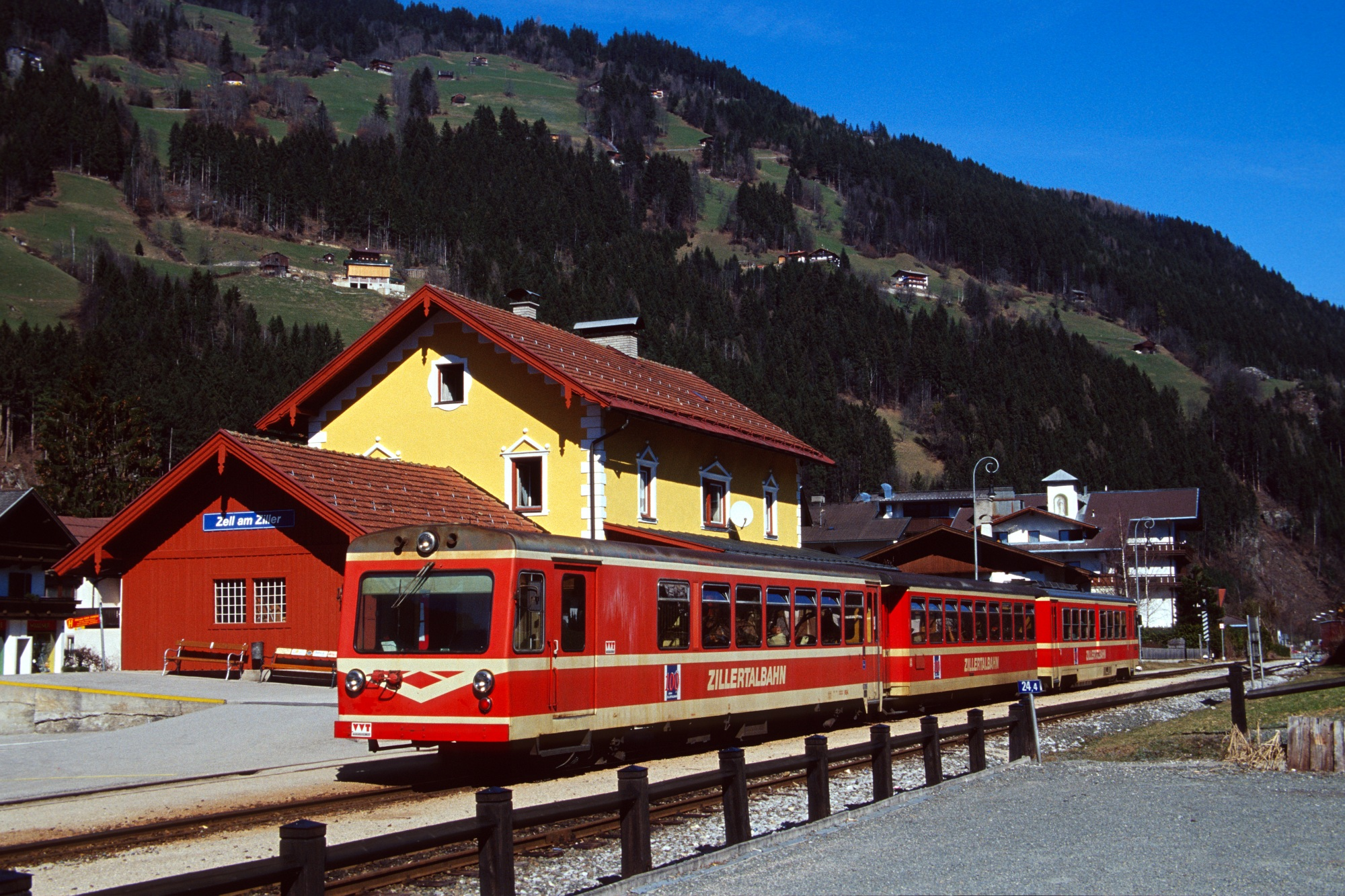
Triebwagengarnitur im Bahnhof Zell am Ziller (2002)

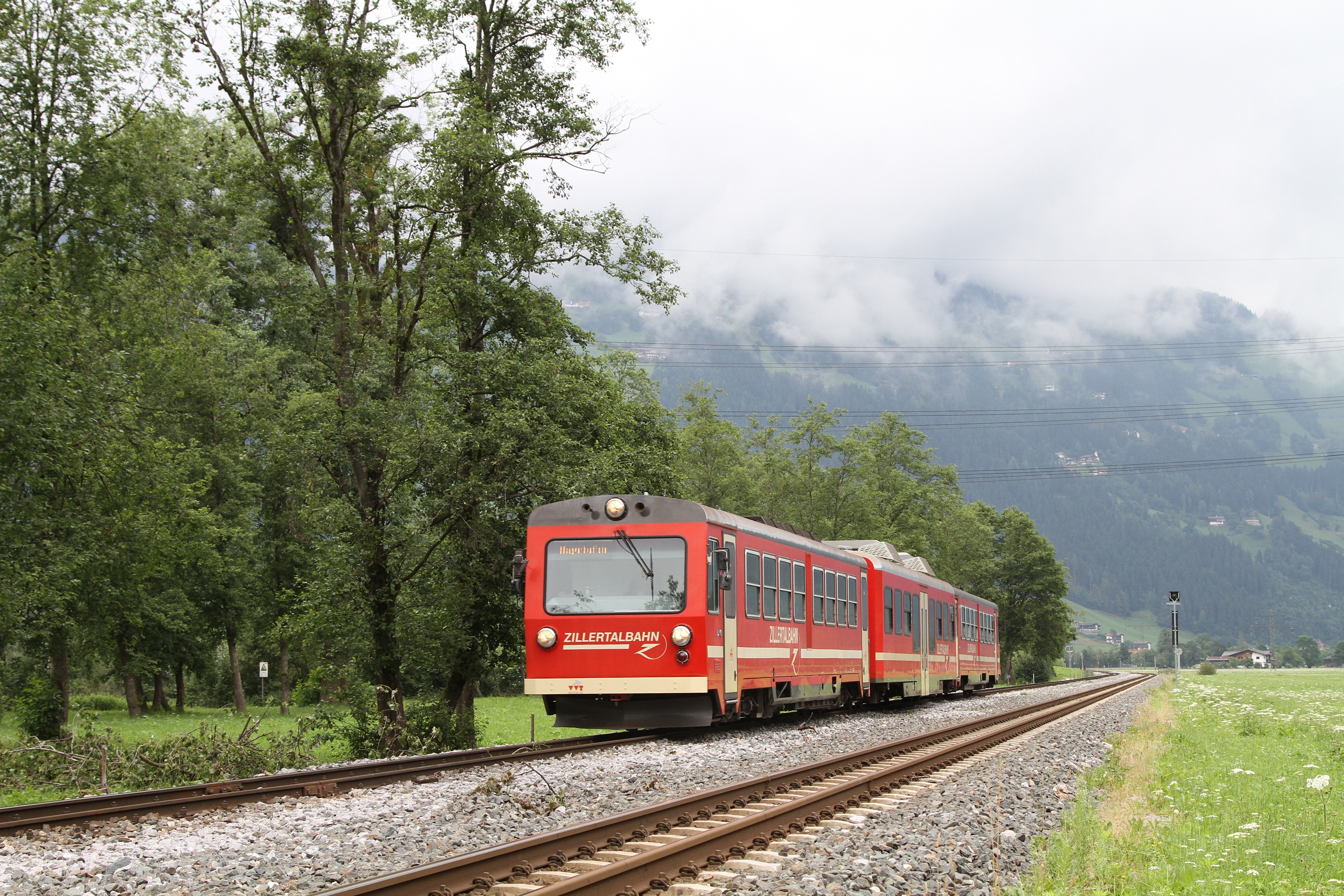
Triebzug mit Niederflur-Zwischenwagen auf dem zweigleisigen Abschnitt bei Ramsau-Hippach (2010)

Eine Besonderheit war der dieselelektrische Triebzug VT1, der von 1970 bis 1997 regelmäßig und bis 1999 noch aushilfsweise im Einsatz war. Der Zug war 1961–1963 in Rotterdam für das kapspurige Überlandnetz aus zwei meterspurigen Oberleitungs-Straßenbahnwagen der DB-Baureihe ET 195 erstellt worden, denen ein neu gebauter Generatorwagen zur Stromversorgung der beiden Triebwagen beigefügt worden war. Bereits im Februar 1966 wurde der Betrieb eingestellt und der Triebzug nach dem Verkauf an die Zillertalbahn erneut umgespurt. Nach der Ausmusterung bei der ZB wurde er in die Niederlande zurückgebracht und verkehrt dort seit 2002 bei der RTM-Museumsbahn in Ouddorp.
Die Triebwagen VT 3–8 wurden zusammen mit Steuer- und Zwischenwagen in den 1980er und 1990er Jahren beschafft und leiteten die grundlegende Modernisierung der Zillertalbahn ein:
- 1984 VT 3–4, VS 3–4, B4 32–35, BD4 42[41] (nach Umbau 2000/03 B4 32–33 und BD4 40–42)
- 1995 VT 5–6, Einbau der Fernsteuerung in D 10 (1970/82 ex JŽ)[42]
- 1998 VT 7–8

Diese Fahrzeuggeneration wurde ab 2005 modernisiert, sie wurden im neuen Design lackiert und erhielten unter anderem eine neue Innenausstattung mit bequemeren Sitzen. 
Ab 2004 wurden vier leistungsstarke Lokomotiven vom Typ Gmeinder D 75 BB-SE und acht Niederflurwagen bestellt. Abgeliefert wurden:
- 2005 D 13–14
- 2007 D 15–16, VS 5, B4 34
- 2008 VS 7, B4 35–36
- 2009 VS 6, B4 37–38

Niederflur- und ältere Fahrzeuge fahren heute in der Regel im Mischbetrieb, um in allen Zügen mindestens einen barrierefreien Wagen mitzuführen. Für den Halbstundentakt sind fünf Kompositionen erforderlich. Die historischen Reisezugwagen finden heute einschließlich einiger gebraucht von den ÖBB beschafften Wagen Verwendung in den Touristenzügen.
Weitere Entwicklung

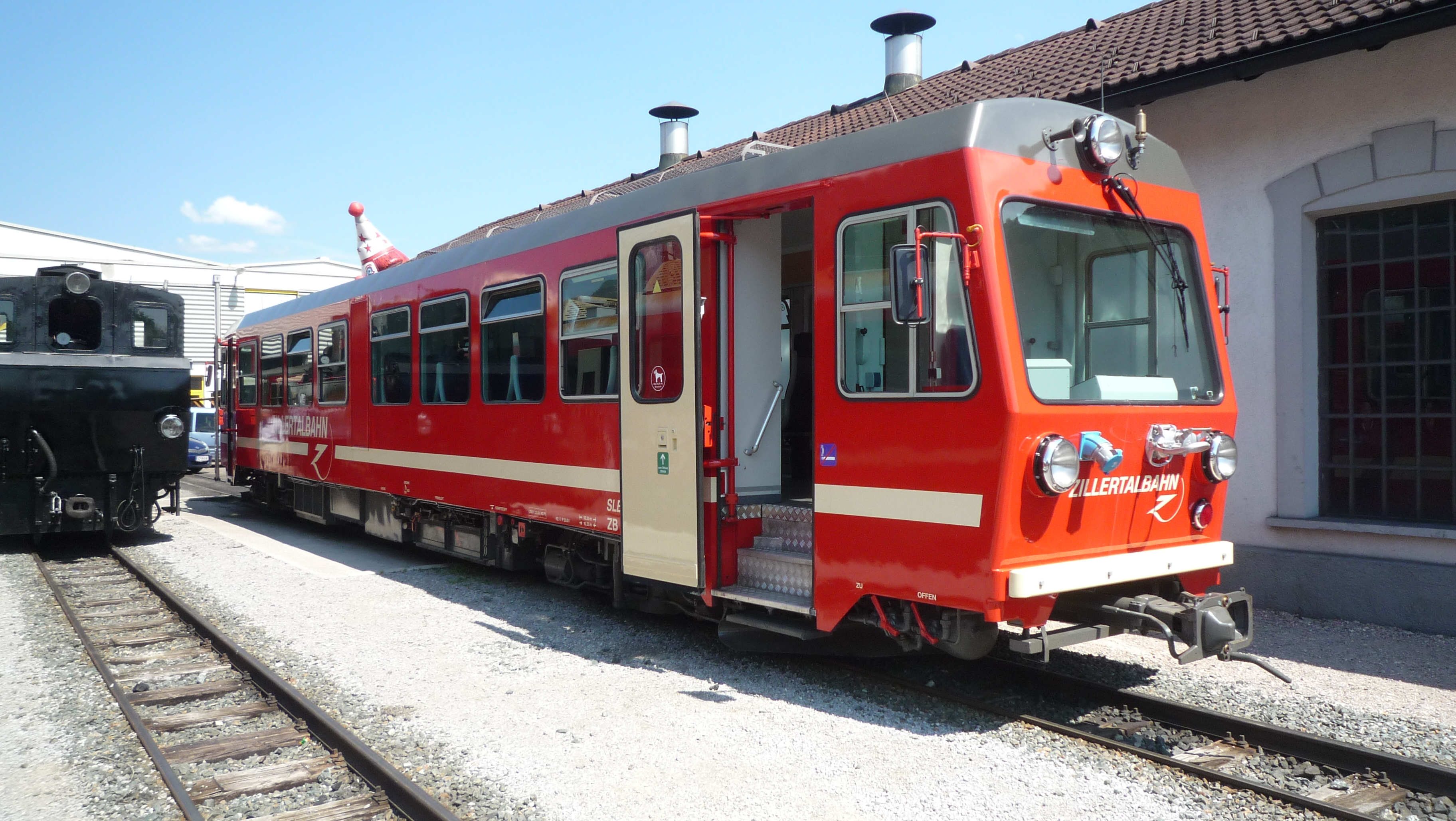
Seit Anfang 2013 ist der von der Pinzgaubahn langfristig geliehene VT1 im Einsatz (2013)

Anfang 2013 kam von der Pinzgaubahn als langfristige Leihgabe der VTs 11 zur Zillertalbahn, der als VT 1 in die Fahrzeugflotte eingereiht wurde. Im Austausch erhielt die Pinzgaubahn von der Zillertalbahn den Personenwagen BD4 42 sowie die Lok 2 „Zillertal“. Der VT 1 erhielt in den Werkstätten der Pinzgaubahn das typisch rote Farbkleid und die für die Zillertalbahn erforderlichen Anschlüsse an der Front. Weiterhin wurde auch der Innenraum modernisiert, so dass die Fahrgäste nun auf bequemeren Sitzen, die auch in den Niederflurwagen eingebaut wurden, Platz nehmen können. Es ist somit der erste „echte“ VT 5090 bei der Zillertalbahn mit einem Führerstand je Fahrzeugseite. Trotzdem wird der Triebwagen nur in Verbindung mit anderen Mittelwagen eingesetzt. Mögliche Zusammenstellungen sind z. B. VT 1 + Mittelwagen + VT 3-8 oder VT 1 + Steuerwagen.
Ebenfalls 2013 kamen zwei Kleinstdiesellokomotiven, D1 und D2 mit Baujahr 1991, zur Zillertalbahn. Die D1 dient als Ersatz für die D11, die ihr Getriebe nach einem irreparablen Schaden an die D12 abgeben musste und betriebsunfähig ist. Demnächst kommt sie wieder zurück zur Rhein-Sieg-Eisenbahn. Die D2 wird später die D12 ersetzen, die aber noch betriebsfähig ist. Die D1 sowie die D2 von der Diepholzer Maschinenfabrik „DIEMA“ kamen von der Werkbahn des Holcim-Zementwerks in Brunnen (Schweiz) und wurden wegen der dortigen Werksschließung überflüssig.
Mit 1. August 2018 wurden die Diesellok D13, der Steuerwagen VS4 sowie der Wagen BD4 42 an die Pinzgaubahn verkauft und verkehren dort als Vs 84, VSs 121 und VBDs 251. Im Gegenzug erhielt die Zillertalbahn den VT1, der bis dahin von der Pinzgauer Lokalbahn geleast war.

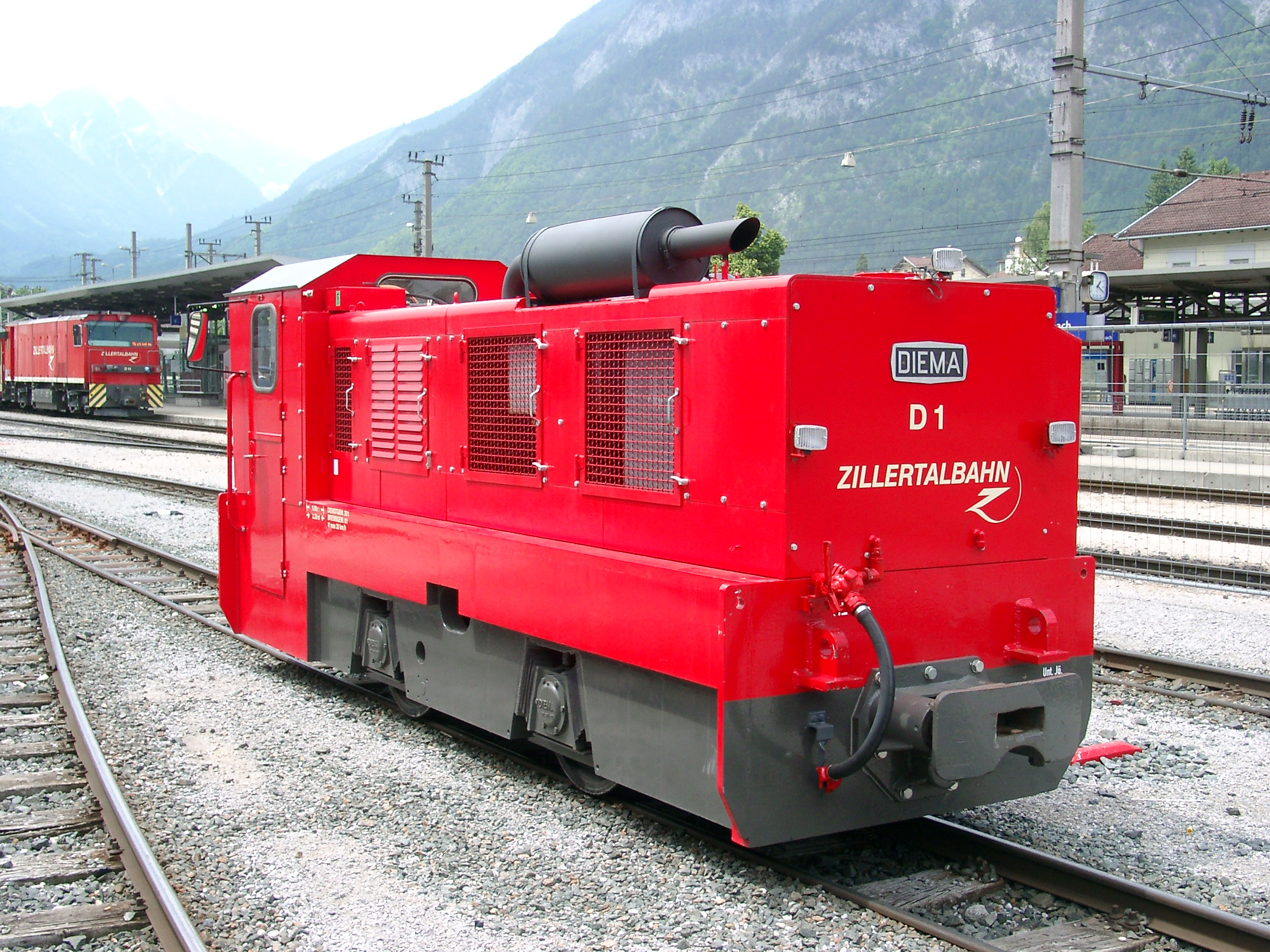
Verschublok D1 (2013)
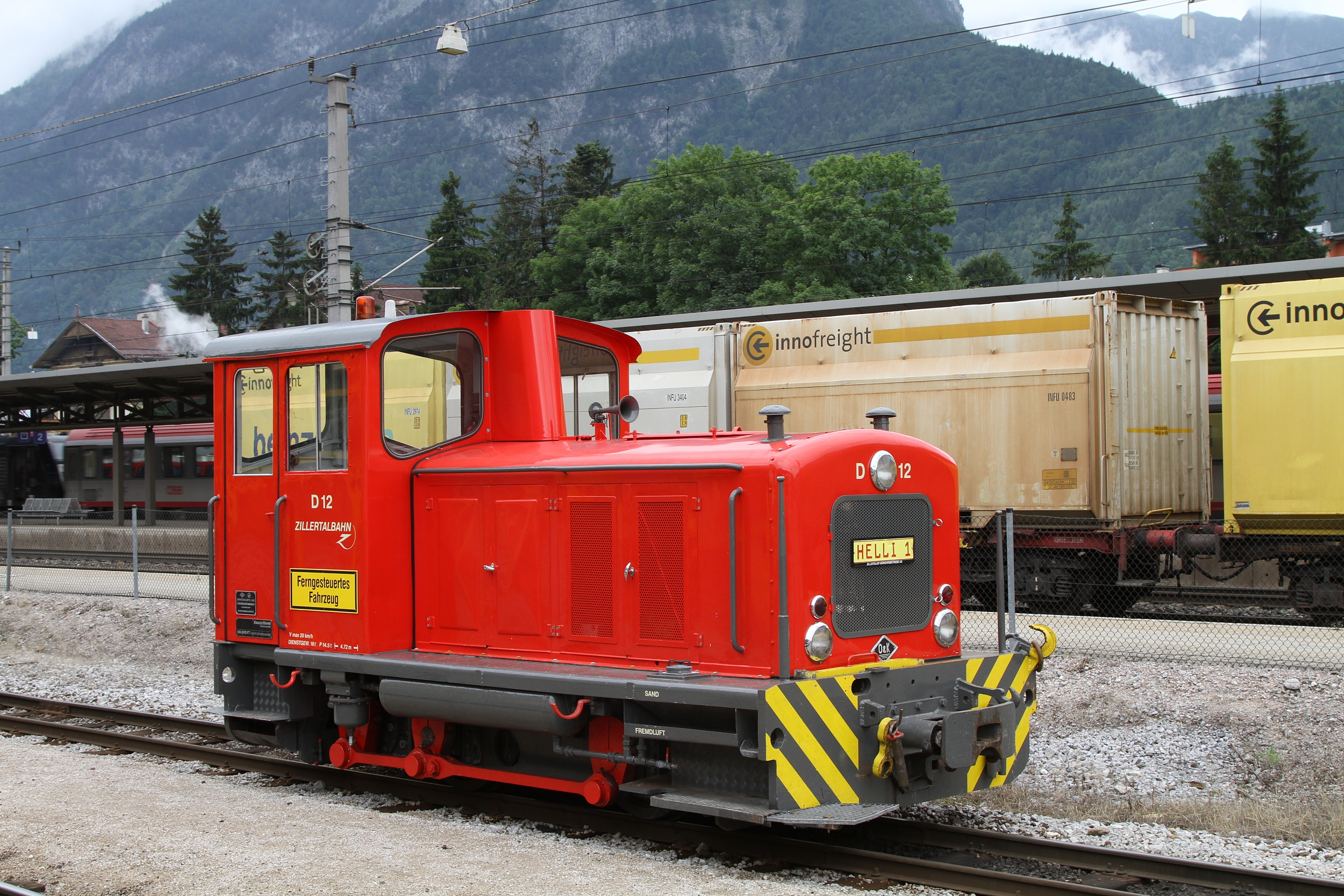
Verschublok D12 (2010)
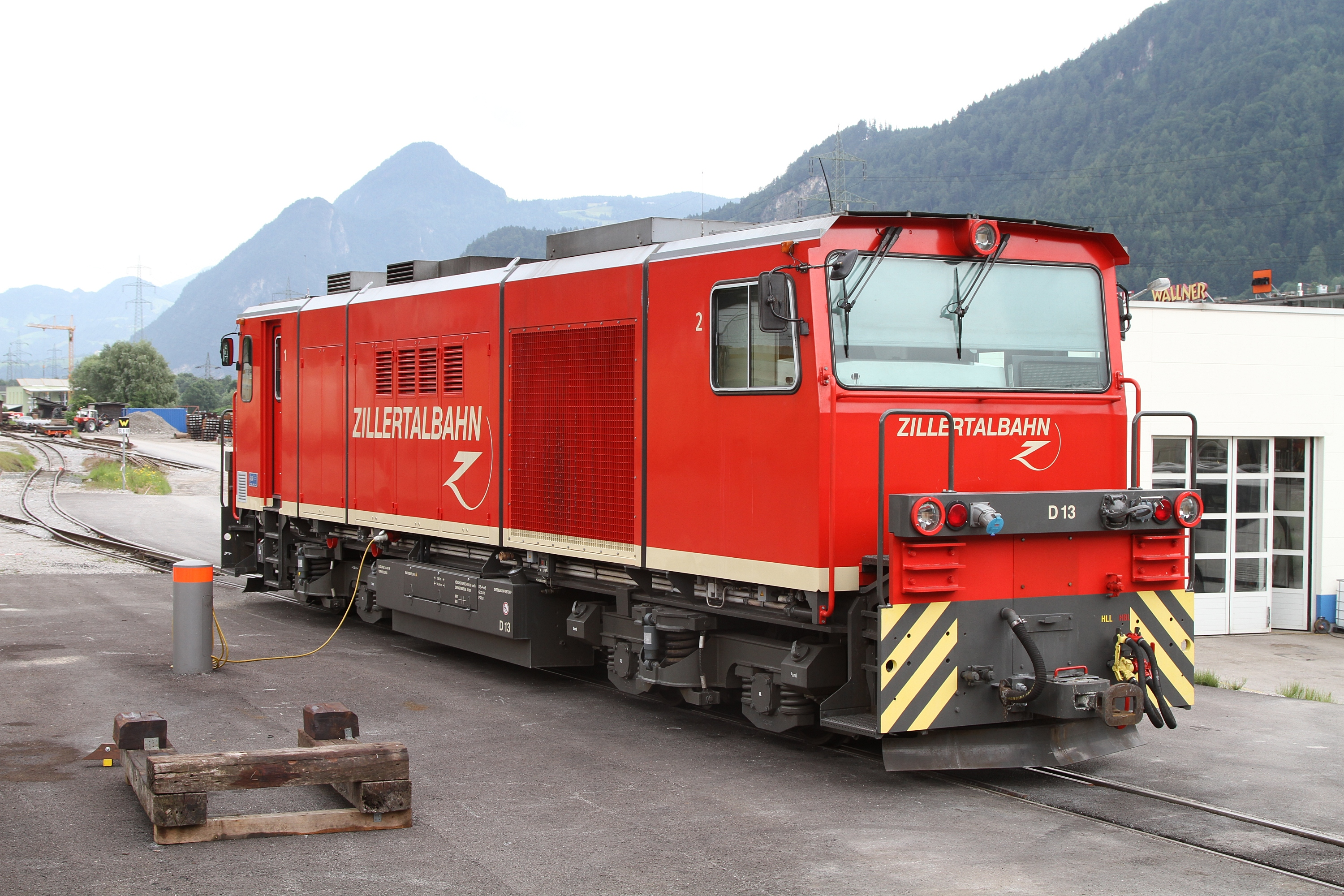
D13 (Gmeinder D 75 BB‍-‍SE; 2010)
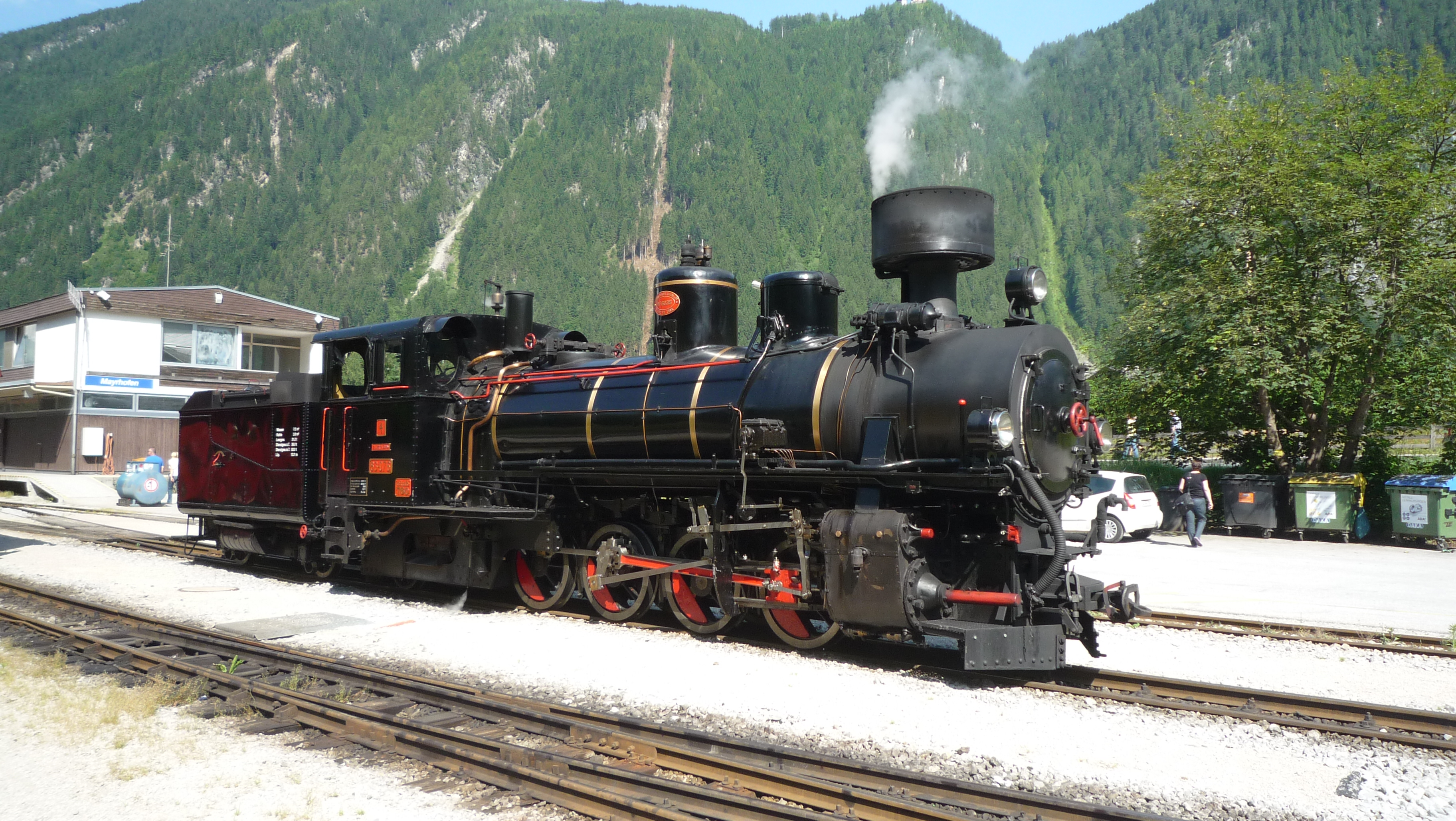
Lok 4III, Leihgabe Club 760 (2013)
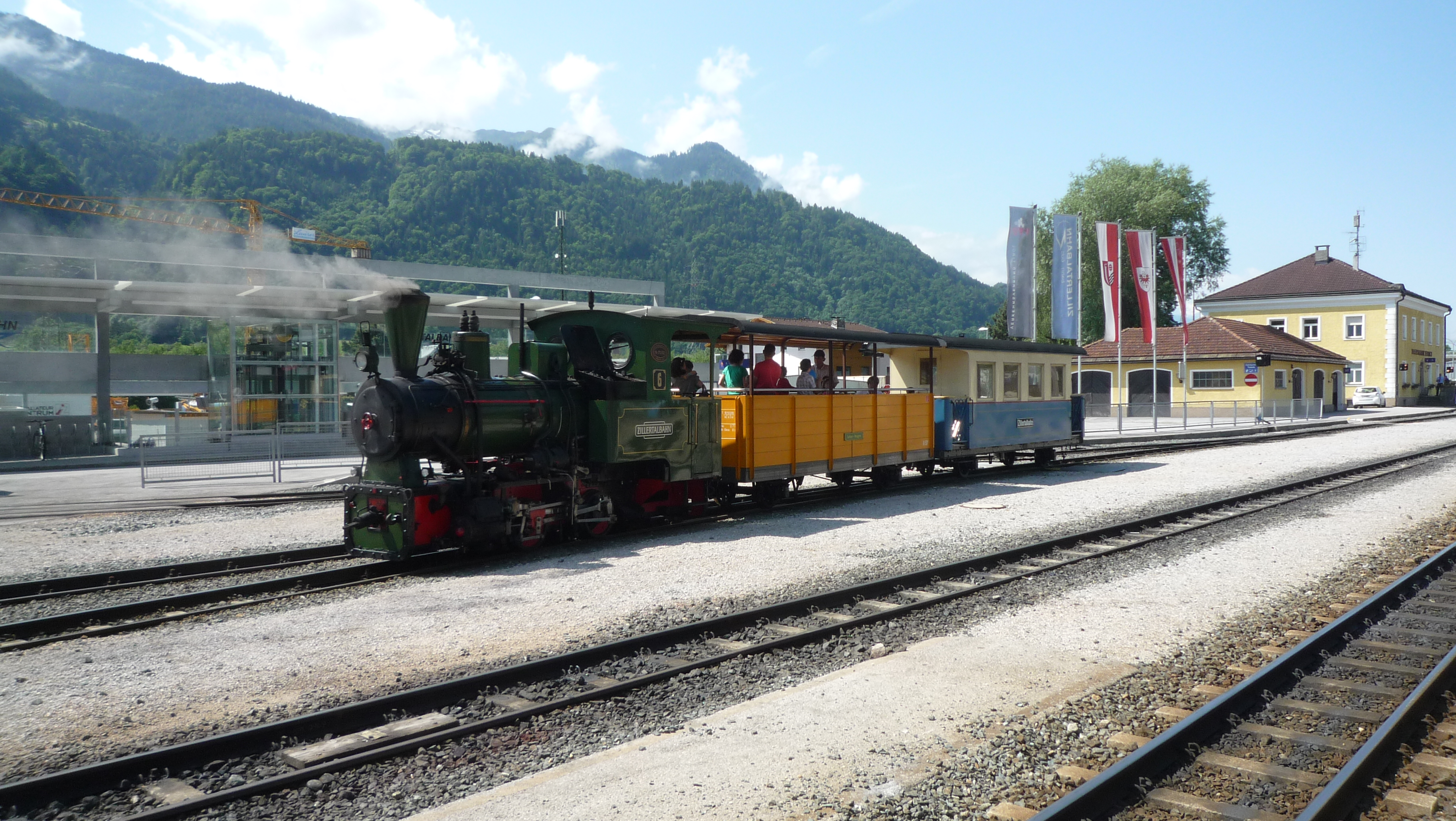
Hobbyzug mit Lok 6 in Jenbach (2013)
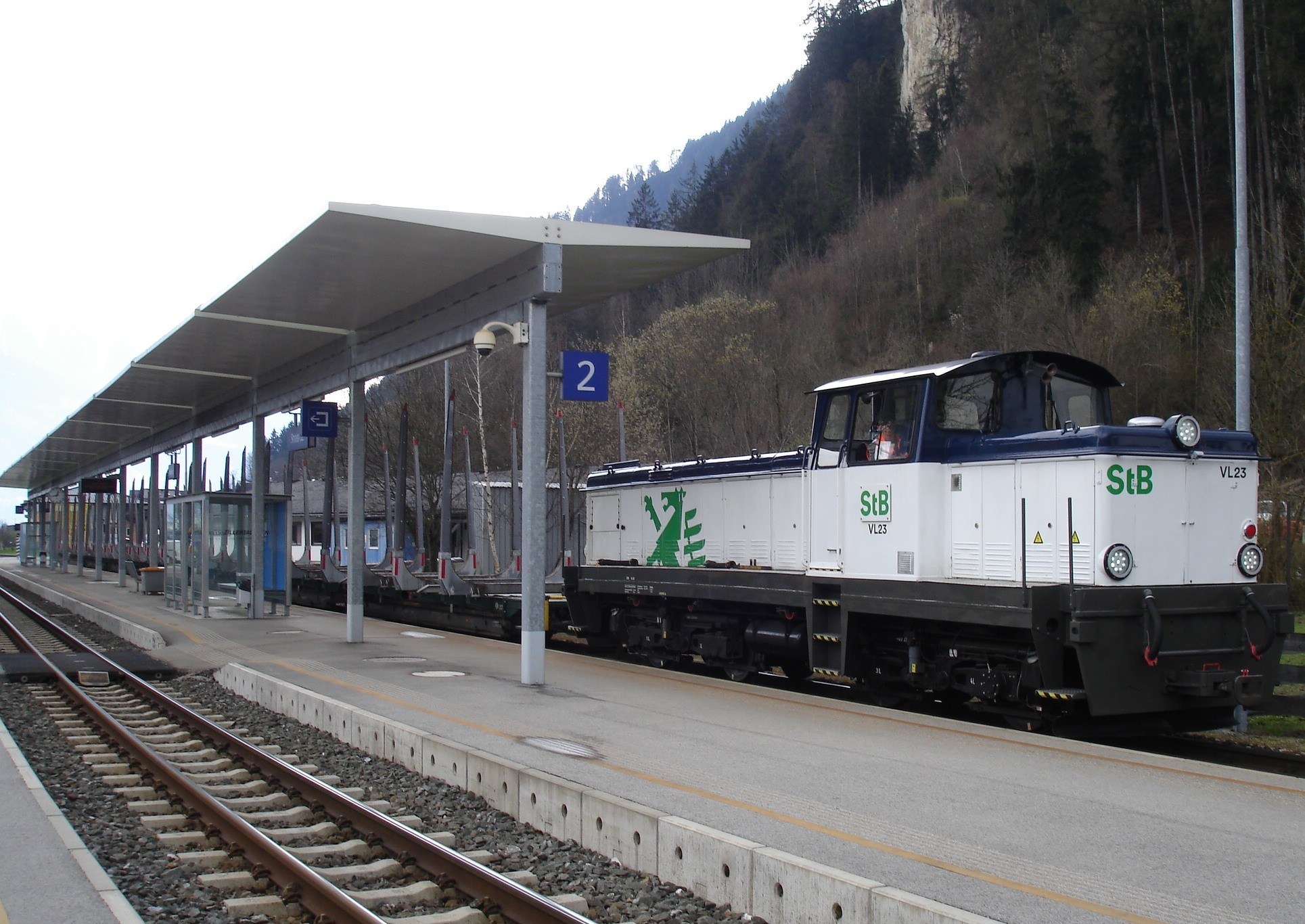
VL 23 der StB in Straß i.Z. (2023)

### Werbeaktionen
Im Rahmen von „Zillertalbahn-Gastspiel“ wurde ein einsatzfähiger Schmalspurbahnzug mit Dampflok und Schienen an zahlreichen Orten in Österreich und Deutschland vorgeführt.
Am 21. April 2006 fuhr beim nur ein einziges Mal aufgeführten Gletscherschauspiel „Mars: 2068“ eine Dampflok auf dem Rettenbachferner, oberhalb von Sölden.
Im Frühling 2011 wurde die Diesellok D 15 mit einer schwarzen Werbefolie versehen, um für die „Zillertaler Aktivcard“ zu werben. Ebenso wirbt seit dem Frühsommer die nun blaue D 16 für die „Adlerbühne“ der Mayrhofner Bergbahnen.

### Verkehrszahlen
| Jahr | Fahrgastzahlen | Fahrgastzahlen | Gütertransportleistung in Tonnen |
| Jahr | Diesel         | Dampf          | Gütertransportleistung in Tonnen |
| ---- | -------------- | -------------- | -------------------------------- |
| 1990 | 1,070 Mio.     | 1,070 Mio.     | 104.000                          |
| 1995 | 1,398 Mio.     | 1,398 Mio.     | 133.000                          |
| 2000 | 1,700 Mio.     | 97.345         | 442.273                          |
| 2005 | 1,573 Mio.     | 85.479         | 210.183                          |
| 2010 | 1,944 Mio.     | 64.838         | 173.517                          |
| 2011 | 1,959 Mio.     | 59.323         | 267.843                          |
| 2012 | 2,078 Mio.     | 47.586         | 177.960                          |
| 2013 | 2,011 Mio.     | 40.200         | 024.700                          |
| 2014 | 2,100 Mio.     | ?              | 000.000                          |
| 2015 | 2,190 Mio.     | ?              | 000.000                          |
| 2016 | 2,440 Mio.     | 43.500         | 000.000                          |
| 2017 | 2,460 Mio.     | 39.900         | 000.000                          |
| 2018 | 2,830 Mio.     | 41.583         | 000.000                          |
| 2019 | 2,870 Mio.     | 38.961         | 000.000                          |
| 2020 | 1,442 Mio.     | 09.828         | 000.000                          |
| 2021 | 2,348 Mio.     | 14.579         | 120.146                          |
| 2022 | 2,900 Mio.     | ?              | 219.157                          |
| 2023 | 3,200 Mio.     | ?              | ?                                |

## Busverkehr

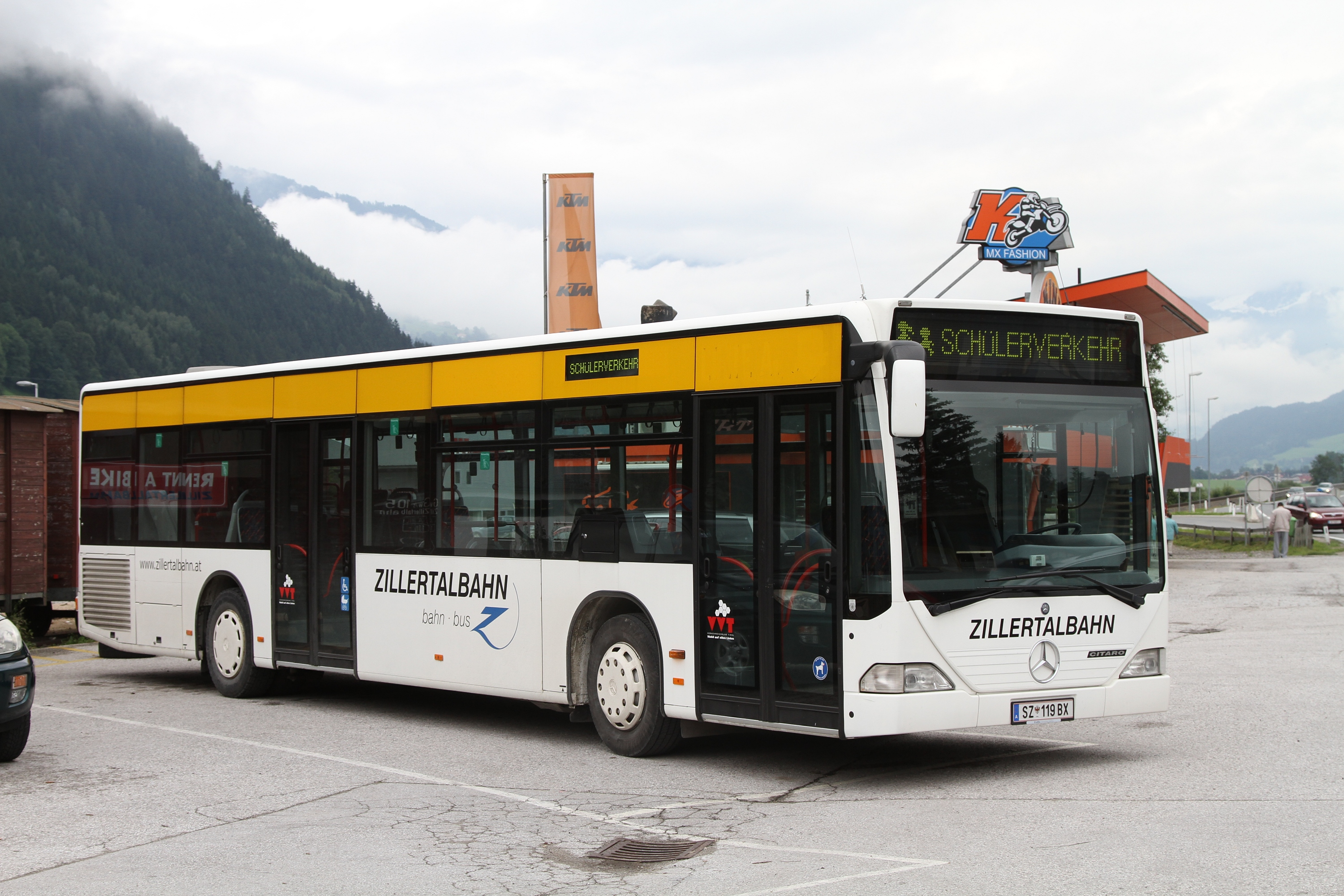
Ein Linienbus der Zillertalbahn

Die Zillertaler Verkehrsbetriebe betreiben einige regionale Buslinien im und um das Zillertal.
Zusätzlich zum Linienverkehr werden auch Fahrzeuge für Busreisen bereitgestellt.